# Video-Forum
Das Video-Forum des Neuen Berliner Kunstvereins (Abkürzung n.b.k. oder NBK) wurde 1971 von den Mitgliedern des Kuratoriums des NBK Jörn Merkert und Christian Wagner sowie von  Wolf Vostell und Wolf Kahlen gegründet. Es war die erste Sammlung von Videokunst in Europa. Jo Eckhardt leitete das Video-Forum 25 Jahre.
Die Sammlung spiegelt mit über 1.600 Werken die Entwicklung und die Geschichte der Videokunst seit 1963 wider. Zunächst als „Videothek“ bezeichnet, wurde innerhalb des NBK ein Ort der Begegnung und Zusammenarbeit mit Künstlern eingerichtet, der die Videokunst nicht nur sammelt, sondern auch fördert und präsentiert. Um diese umfassende Tätigkeit zu verdeutlichen, wurde sie in Video-Forum  umbenannt. Die Digitalisierung der Werke, die in den Anfängen noch auf 16-mm-Film, später auf analogen Medien wie U-matic, VHS und Betacam SP produziert wurden, wurde vollzogen. Das Video-Forum aktualisiert ständig seine Sammlung, koproduziert mit Künstlern und verleiht Werke an Museen, Ausstellungsprojekte und TV-Sender.